# Conforcos (Laguna de Negrillos)
Conforcos es una pedanía perteneciente al municipio de Laguna de Negrillos, situado en el Páramo Leonés con una población de 3 habitantes según el INE. Está situado en la CV-232-14.

## Demografía
Tiene 3 habitantes, 2 varones y 1 mujer censados en la pedanía.